# Zoo Liberec
De Zoo Liberec is een dierentuin in de Tsjechische stad Liberec. Het is de oudste dierentuin van het land. Jaarlijks ontvangt de dierentuin ongeveer 340.000 bezoekers.
In 1877 werd in Liberec een botanische tuin opgericht door de Natuurhistorische Vereniging (Přírodovědný spolek). In 1904 werd een volière geopend, wat de eerste openbare tentoonstelling in de regio was. Tijdens de Eerste Wereldoorlog werd de tuin tijdelijk gesloten, maar in 1919 werd besloten tot de opening van de eerste echte dierentuin in het gebied wat tegenwoordig Tsjechië heet. Tegenwoordig heeft de dierentuin een oppervlakte van dertien hectare, waarop meer dan 170 verschillende diersoorten aanwezig zijn.

## Fokprogramma's
Het park neemt deel aan meerdere internationale fokprogramma's en coördineert en beheert het EEP-stamboek voor de keizerarend en de selouszebra.